# نوپسرها سریسیا
نوپسرها سریسیا یک گونه سوسک از خانوادهٔ سوسک‌های شاخک‌دراز است. استفان فون برونینگ در سال ۱۹۵۵ این گونه را توصیف و بررسی کرد.